# Skifferbusktörnskata
Skifferbusktörnskata (Laniarius funebris) är en fågel i familjen busktörnskator inom ordningen tättingar.

## Utbredning och systematik
Skifferbusktörnskata behandlas antingen som monotypisk eller delas in i två underarter med följande utbredning:
- L. f. funebris – förekommer från nordvästra Somalia till Etiopien, Kenya och Tanzania
- L. f. degener – förekommer från sydöstra Etiopien, till Somalias södra kust, Kenya och norra Tanzania

## Status
Arten har ett stort utbredningsområde och beståndet anses vara stabilt. Internationella naturvårdsunionen IUCN listar den därför som livskraftig (LC).

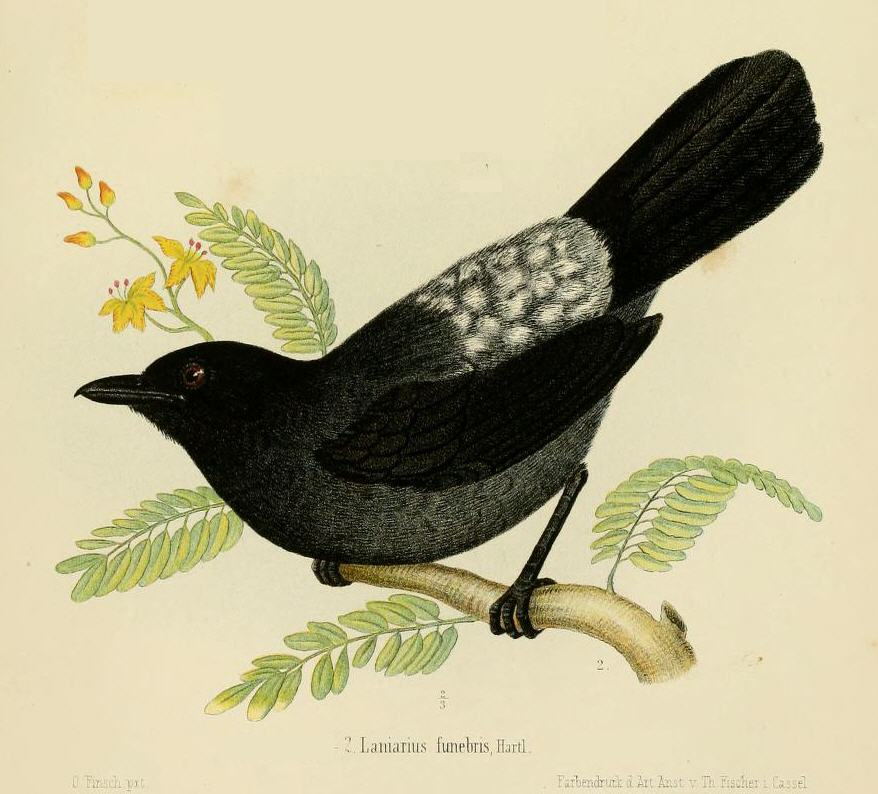